# Scarpa d'oro 1988
La Scarpa d'oro 1988 è il riconoscimento calcistico che è stato assegnato al miglior marcatore assoluto in Europa tenendo presente le marcature segnate nel rispettivo campionato nazionale nella stagione 1987-1988. Il vincitore del premio è stato Tanju Çolak con 39 reti nella Türkiye 1.Lig.

## Classifica finale
| Pos | Campionato       | Nome           | Squadra         | Gol |
| --- | ---------------- | -------------- | --------------- | --- |
| 1   | Türkiye 1.Lig    | Tanju Çolak    | Galatasaray     | 39  |
| 2   | Lega Nazionale A | John Eriksen   | Servette        | 36  |
| 3   | Divizia A        | Victor Pițurcă | Steaua Bucarest | 34  |